# L'invitato
L'invitato (L'Invité) è un film del 2007 diretto da Laurent Bouhnik.
Il soggetto è tratto dalla commedia teatrale L'Invité di David Pharao, ed è incentrato su un invito a cena, e relativi preparativi, che può determinare una svolta nella vita di una coppia che, per ben figurare, si lascia consigliare da un vicino troppo intraprendente.

## Trama
Gérard Morel torna a casa soddisfatto dopo un colloquio di lavoro che potrebbe avergli aperto le porte ad un ottimo impiego nella filiale indonesiana di una grande compagnia. Non è più giovanissimo e dopo tre anni senza lavoro sembra finalmente arrivata la svolta. Dovendo però ancora affrontare l'incontro decisivo con Pontignac, l'"integratore di competenze", ha pensato bene di invitarlo a cena a casa sua, per poterlo impressionare positivamente.
Mentre racconta tutto questo alla moglie, ad ascoltarli c'è il suo nuovo vicino di casa, Alexandre, accorso per riparare un danno ad una tubatura. Essendo un esperto di comunicazione, mette in guardia Gérard da tutta una serie di possibili errori che potrebbe commettere di fronte al suo invitato, il cui intento, evidentemente, sarà solo quello di approfondire l'esame del candidato selezionato.
Gérard diffida inizialmente dell'ipercritico Alexandre, ma poi deve costatarne la competenza e quindi gli affida l'organizzazione completa della serata con l'importante invitato.
Pontignac si presenta con due ore di anticipo, cogliendo di sprovvista Gérard e Colette che così non riescono, se non in minima parte, ad assecondare la messa in scena preparata da Alexandre. Mostrandosi per quello che è, Gérard colpisce molto positivamente Pontignac, fin quando il ritorno di Alexandre non manda tutto all'aria.
I Morel liquidano il vicino, in realtà anche lui disoccupato da tempo e desideroso di darsi da fare ma privo di buon senso, e recuperano insperatamente Pontignac, cui Gérard, con pregi e difetti, è davvero piaciuto e al quale quindi offre l'ambito contratto.
Dopo aver ricevuto pessimi presagi dal solito vicino e dai notiziari, Gérard e Colette partono per l'Indonesia comunque pieni di speranze.